# Rayman Legends
Rayman Legends es un videojuego de plataformas desarrollado por Ubisoft Montpellier y publicado por Ubisoft. Es el quinto título principal de la serie Rayman y la secuela directa del juego de 2011 Rayman Origins. El juego se lanzó para las plataformas Microsoft Windows, Xbox 360, PlayStation 3, Wii U y PlayStation Vita en agosto y septiembre de 2013. Las versiones de PlayStation 4 y Xbox One se lanzaron en febrero de 2014. La versión para Nintendo Switch, titulada Rayman Legends Definitive Edition, se lanzó en América del Norte, Europa y Australia el 12 de septiembre de 2017.
Rayman Legends fue anunciado en Electronic Entertainment Expo (E3) 2012 para Wii U y se planificó su lanzamiento durante la ventana de lanzamiento de la consola. Sin embargo, el juego se retrasó y se lanzó varios meses después en múltiples plataformas, debido al fracaso financiero de ZombiU y las bajas ventas de la consola.
Rayman Legends recibió elogios de la crítica después del lanzamiento. Los críticos elogiaron el aspecto del juego, el diseño de niveles, los controles, la banda sonora, el juego en general y la gran cantidad de contenido. Algunos críticos han llegado al extremo de llamar a Rayman Legends una de los mejores videojuegos de plataformas jamás creados, y el juego ha ganado varios premios de publicación de videojuegos. El juego experimentó bajas ventas al principio de su lanzamiento, pero se vendió bien y contribuyó a las ganancias de la compañía solo un año después.

## Historia
100 años después de los acontecimientos de Rayman Origins, el Claro de los Sueños corre de nuevo peligro debido a la nueva infestación de pesadillas, comandadas por los “5 Diminutos Oscuros” (Clones de Ales Mansay, del anterior juego). Debido a esto, se han creado nuevos mundos dentro del propio Claro de los Sueños. El Soñador de Burbujas, Polokus, pide a Murphy que despierte a Rayman y a sus amigos para parar sus planes. Así, Rayman, Globox y los Diminutos deberán salvar el Claro de los Sueños, derrotar a los “5 Diminutos Oscuros” y rescatar a la princesa Barbara y a otras princesas.

## Jugabilidad
El juego continúa con el estilo de juego de Rayman Origins en el que hasta cuatro jugadores (según el formato) se abren paso a través de varios niveles. Se pueden recolectar lums tocándolos, derrotando enemigos o liberando a los Teensies capturados. Collecting Teensies desbloquea nuevos mundos, que se pueden jugar en cualquier orden una vez que estén disponibles. Junto con Rayman , Globox y los Teensies que regresan como personajes jugables. También se puede controlar al nuevo personaje femenino Barbara y sus hermanas, una vez que son rescatadas de ciertas etapas.
Además de los principales personajes jugables, Murfy the greenbottle, quien apareció por primera vez en Rayman 2: The Great Escape, aparece como un personaje auxiliar. Murfy puede realizar varias acciones, como cortar cuerdas, activar mecanismos, agarrar enemigos y ayudar a reunir Lums. Estos ofrecen una gama de niveles en los que se requiere la cooperación para progresar. En las versiones de Wii U, PlayStation Vita y PlayStation 4 del juego, un jugador adicional puede controlar Murfy directamente con los controles táctiles, usando la Wii U GamePad , la pantalla táctil frontal de Vita y el touchpad Dual Shock 4 respectivamente. En el modo de un solo jugador, el control cambiará a Murfy durante ciertas secciones mientras la computadora controla el personaje del jugador. En las versiones de PlayStation 3, Xbox 360, Xbox One y PC del juego, Murfy se mueve automáticamente y se le puede pedir que interactúe con ciertos objetos con los botones de control. Otras características nuevas incluyen secciones donde los jugadores pueden disparar puños de proyectiles a enemigos y niveles basados en el ritmo establecidos en versiones de canciones como "Black Betty", "Eye of the Tiger", "Woo-Hoo" y "Antisocial".
El juego cuenta con más de 120 niveles, incluidos 40 niveles remasterizados de Rayman Origins, que se desbloquean al obtener Lucky Tickets, que también pueden ganar Lums y Teensies adicionales. Algunos niveles incluyen versiones 'Invadidas' remezcladas, que deben completarse lo más rápido posible. El juego también ofrece etapas de desafío diarias y semanales, en las que los jugadores pueden competir con otros jugadores a través de tablas de clasificación en desafíos como la recolección de un cierto número de Lums en un corto tiempo o la supervivencia más larga en un escenario. Se puede acceder a más etapas de desafío elevando la calificación de 'impresionante' del jugador, que aumenta al recolectar trofeos ganados al rescatar a Teensies, recolectando un alto número de Lums en cada nivel o al tener una alta posición en la tabla de clasificación al final del desafío. También se presenta un juego de fútbol local multijugador, Kung Foot, en el que los jugadores usan ataques para golpear un balón de fútbol contra la meta del oponente.

## Trama
Su trama tiene lugar un siglo después de los acontecimientos de Rayman Origins. Rayman, Globox y los Teensies han estado durmiendo durante un siglo. Durante ese tiempo, las pesadillas de Bubble Dreamer crecieron en fuerza y número, y también lo hizo el Mago (que sobrevivió a la explosión en Rayman Origins), que se dividió en 5 "Dark Teensies". Rayman y sus amigos se despiertan con su amigo Murfy, quien les cuenta las malas noticias y les cuenta que las 10 princesas de la tierra (incluida Barbara) y los Teensies han sido capturadas por las pesadillas y los Dark Teensies. Rayman, Globox, los Teensies y Murfy se dispusieron a derrotar estas nuevas amenazas. Después de derrotar a 4 de los Dark Teensies y luchar contra lo peor de las pesadillas, Rayman y sus amigos van al Olympus Maximus y se enfrentan a una nube gigante de pura pesadilla. Después de que la oscuridad ha sido destruida y el último Dark Teensie es enviado a la luna, los créditos se acumulan. Si se guardan cuatrocientos diminutos, el jugador desbloquea el último mundo del juego, Living Dead Party. Una vez completadas, las pesadillas son derrotadas y el jugador es premiado con 10,000 lums y 6 nuevas pinturas de invasión. Una vez que el jugador guarda todos los 700 Teensies (u 816 para la versión Nintendo Switch), para desbloquear el diminuto dorado.

## Desarrollo
El desarrollo del juego se filtró por primera vez en una encuesta en línea, que insinuaba que Rayman Origins 2 tendría dragones, vampiros, fantasmas, el retorno de La Tierra de los No Tan Muertos y alguien especial en la saga Rayman, así como gran parte de las características de su predecesor. Posteriormente UbiSoft registro los dominios "RaymanLegends.com" y "Rayman-Legends.com".
El 27 de abril de 2012 se filtró el primer tráiler de juego, que reveló varios detalles, incluyendo sus nuevos personajes jugables y el modo multijugador en línea. Ubisoft confirmó poco después su desarrollo.
El juego se anunció oficialmente para Wii U, y se mostraron imágenes y vídeos del mismo en la Electronic Entertainment Expo 2012. Murphy aparece como personaje controlable en la demo. A pesar de que Ubisoft anuncio el juego como exclusivo para Wii U, el director general de Ubisoft, Michael Micholic, aseguró que también estaban considerando lanzar el juego para PS3, Xbox 360 y PC. Un tráiler lanzado en la Gamescom 2012 afirmaba que sería finalmente exclusivo para Wii U.
Su fecha de lanzamiento se fijó originalmente para el 30 de noviembre de 2012 (en exclusiva para Wii U). Sin embargo, el 8 de octubre de 2012, se anunció un retraso en su lanzamiento. El 13 de diciembre de 2012, una demo del juego fue lanzada en la Nintendo eShop. Se fijó su fecha de salida para el 26 de febrero de 2013, pero fue retrasado una vez más hasta septiembre de 2013 para poder lanzarlo simultáneamente en PlayStation 3 y Xbox 360. Este retraso disgustó a algunos fanes porque el desarrollador había dicho previamente que la versión para Wii U ya estaba finalizada. Algunos fanes iniciaron una petición en línea para que el juego fuese lanzada en Wii U en la fecha prevista anteriormente, que contó con el apoyo de 11 000 personas. Para calmar los ánimos Ubisoft anunció una nueva demo exclusiva para Wii U. Algunos desarrolladores también mostraron su descontento por el retraso, mientras que el creador de Rayman, Michel Ancel, fue fotografiado junto con algunos protestantes.
El 24 de febrero de 2013, se rumoreó que Michel Ancel y el equipo Montpellier abandonarían Ubisoft debido a dicho retraso, pero más tarde dicho rumor fue negado por ambos implicados.
De acuerdo a Yves Guillemot, director general de Ubisoft, la malas ventas de ZombiU fueron la principal causa para que Rayman Legends dejase de ser una exclusiva de Wii U. El equipo de desarrollo consideró usar Xbox Smartglass para recrear la experiencia de control de WiiU en Xbox 360, pero según ellos no era lo suficientemente rápido.

## Recepción
Rayman Legends ha recibido críticas muy positivas. Jose Otero de IGN le dio un 9,5/10, alabando su jugabilidad y el diseño de los niveles, y dijo que "Naturalmente, Rayman empieza con acciones simples como correr, saltar y golpear, pero antes de que te des cuenta estás deslizándote entre decenas de trampas mortales, luchando contra enemigos enormes y atravesando niveles asombrosos que recuerdan a los vídeos musicales de los 90. Cada vez que creía haber encontrado mi nivel favorito uno nuevo aparecía y lo reemplazaba", pero criticó la ausencia de un modo cooperativo en línea. Tom Mc Shea de GameSpot le dio una puntuación de 9.0/10 alabando la mecánica del juego, el diseño de niveles y el modo cooperativo local. La revista Edge le otorgó un 9/10 diciendo que es "Uno de los más joviales, imaginativos y encantadores juegos de plataformas de los últimos tiempos".
Gamerologies describió el juego como "El Super Mario World del siglo XXI, el nuevo referente del género, una experiencia audiovisual y jugable única que marcará un antes y un después en la forma de ver los juegos de plataformas 2D" puntuándolo con un 10/10.